# Detective Conan - L'undicesimo attaccante
Detective Conan - L'undicesimo attaccante (名探偵コナン 11人目のストライカー?, Meitantei Konan - Jū-ichi ninme no sutoraikā, lett. "Detective Conan - L'undicesimo attaccante"), conosciuto anche con il titolo internazionale Detective Conan: The Eleventh Striker, è un film d'animazione del 2012 diretto da Kōbun Shizuno.
Si tratta del sedicesimo film della serie anime Detective Conan, uscito in Giappone il 14 aprile 2012.
È stato prodotto in collaborazione con la J1 League per il suo ventesimo anniversario. Il rumore della folla proviene da una registrazione di quello allo stadio di Fuji Xerox per la Supercoppa del Giappone del 3 marzo 2012.

## Trama
Agasa, Kogoro, Ran e Sonoko accompagnano Conan, Ai e i Detective Boys a un allenamento di calcio assieme ad alcuni professionisti. Kogoro conosce il presidente di una squadra giovanile, il quale gli racconta della tragica morte del figlioletto. Dopo qualche giorno, all'agenzia investigativa Mori, arriva la telefonata anonima di un attentatore che lancia un allarme bomba e lascia un messaggio in codice, grazie al quale sarà possibile evitare altre esplosioni. La polizia cerca di risolvere l'enigma lasciato dal malvivente, ma le errate intuizioni di Kogoro non sono d'aiuto.
Ran contatta Shinichi e gli rivela il contenuto del messaggio. Conan capisce che la bomba si trova nello stadio dove si sta svolgendo la partita tra i Tokyo Spirits e il Gamba Osaka, a cui sta assistendo insieme ai Detective Boys, Ai ed Agasa. Il ragazzo scopre che le cariche esplosive sono state installate sulla struttura del tabellone segnapunti in modo che, cadendo sulla folla sottostante, causi una strage. Conan riesce a disattivare quasi tutte le bombe, facendo nel frattempo evacuare lo stadio, dopo aver avvertito la polizia con la voce di Shinichi Kudo. Analizzando l'accaduto, Kogoro e la polizia riescono a circoscrivere il numero dei sospettati a cinque.
Sato e Takagi interrogano un ex calciatore, ma egli riesce a dimostrare di non avere alcun motivo per nutrire rancore nei confronti della squadra dei Tokyo Spirits. Nel frattempo, all'agenzia investigativa arriva un nuovo messaggio, che minaccia la morte di molte più persone. Secondo la polizia l'attentato avverrà all'arena concerti, perché ha una capienza maggiore rispetto a quella di uno stadio. Conan, però, non è d'accordo perché, nello stesso giorno del concerto, ci sarà un nuovo evento sportivo che coinvolgerà dieci stadi contemporaneamente. Azusa entra all'agenzia investigativa per avvisare Kogoro di avere ricevuto una telefonata anonima che avvertiva della presenza di un messaggio in una cabina telefonica accanto al Caffè Poirot. Il nuovo messaggio conferma la presenza degli ordigni negli stadi. L'attentatore ordina alla polizia di non fare evacuare le strutture, di fare indossare agli attaccanti un polsino rosso e di dare indicazioni ad allenatori e giocatori. Tuttavia il messaggio non rivela quali azioni debbano eseguire gli attaccanti per evitare il disastro.
Analizzando il foglio Conan riesce ad intuire che l'attentatore vuole che i giocatori colpiscano il centro della traversa in ognuno dei dieci stadi. Gli attaccanti di tutte le squadre accettano di provare a salvare la vita dei loro tifosi. Nel frattempo Shiratori scopre che l'attentatore potrebbe essere l'uomo che aveva parlato del figlio defunto a Kogoro. Quando il ragazzino stava per morire Kogoro e alcuni tifosi di calcio avevano ostacolato per errore il passaggio dell'ambulanza. Shiratori spiega che il malinteso si era creato perché il detective stava attendendo un'ambulanza per un anziano che si era sentito male accanto a lui e pensava che il mezzo dove si trovava il bambino fosse destinato al suo assistito. Il padre del ragazzo dichiara di avere provato parecchio risentimento nei confronti di Kogoro, ma di non avere nulla a che fare con gli attentati.
Osservando le fotografie presenti nell'abitazione dell'uomo Conan riesce ad intuire l'identità del misterioso attentatore e contatta Agasa per farsi condurre in auto nell'undicesimo stadio. Qui il giovane detective, grazie anche all'aiuto di Ai e dei Detective Boys, riesce a disinnescare gli ultimi ordigni con i quali il colpevole voleva suicidarsi.

## Colonna sonora
La sigla finale è Haru uta (ハルウタ? lett. "Canzone della primavera"), degli Ikimono Gakari.

## Distribuzione

### Edizione italiana
In Italia il film non è uscito nei cinema ma è stato trasmesso in prima TV mondiale (neppure in Giappone era ancora andato in onda in televisione) il 28 gennaio 2013 sul canale Super! della De Agostini, diventando il primo prodotto relativo a Detective Conan ad andare in onda in Italia su una rete non edita da Mediaset: Super! iniziò infatti a trasmettere la serie televisiva quattro mesi dopo, il 27 maggio 2013, con l'episodio 594 (543 secondo la numerazione originale). Dopo la trasmissione intera, Super! ha trasmesso anche una versione divisa in cinque parti da venti minuti circa, dal 29 gennaio al 4 febbraio 2013. Il film è stato poi pubblicato in Blu-ray Disc e DVD da Cecchi Gori il 7 novembre 2013. Il doppiaggio italiano è stato eseguito dalla Merak Film e diretto da Loredana Nicosia e Graziano Galoforo su dialoghi di quest'ultimo. Il film segna anche il debutto di Monica Bonetto come voce del protagonista in sostituzione di Irene Scalzo, ritiratasi dal doppiaggio.
Sia in televisione che nel DVD e nel Blu-ray è stato mantenuto soltanto l'inizio della sigla finale, in televisione con i titoli relativi al doppiaggio italiano e in più quelli internazionali in inglese che scorrono dal basso verso l'alto, mentre nel DVD e nel Blu-ray vi sono solo i titoli relativi al doppiaggio italiano in una schermata. La versione divisa in parti utilizza come sigla iniziale di ogni episodio (tranne il primo, che inizia come la versione intera) una parte dell'introduzione con la schermata del titolo, e come sigla finale di ogni episodio sempre l'inizio della sigla finale originale usato anche nella versione intera, con gli stessi titoli della versione intera televisiva.
Il doppiaggio italiano è sempre lo stesso, e non ha censure nei dialoghi. Vi è però una differenza tra la versione televisiva e quella dei DVD e Blu-ray: in quest'ultima è stata alterata la voce del colpevole per rendere più difficile identificarlo.
In televisione, sia nella trasmissione intera che in quella divisa in parti, sono state eliminate a scopo di censura alcune scene in cui si vede colare il sangue e una scena in cui Shiratori afferma che un bambino è morto in ambulanza, dopo aver detto a Kogoro che tale bambino aveva avuto un malore allo stadio. Inoltre, è stato cambiato il colore del sangue in altre scene. Nel DVD e nel Blu-ray sono state reintegrate le scene tagliate, doppiate in italiano, e non vi sono le censure sul sangue.

### Edizioni home video

#### Giappone
In Giappone il film è stato pubblicato da Being in DVD e Blu-ray Disc, entrambi usciti il 21 novembre 2012. Sia in DVD che in Blu-ray Disc il film è stato pubblicato in due versioni: una Standard Edition (スタンダード・エディション?, Sutandādo Edishon) a disco singolo e un'edizione limitata in due dischi detta Special Edition (スペシャル・エディション?, Supesharu Edishon) che contiene anche il Bonus File fra i contenuti del secondo disco. Il secondo disco dell'edizione in Blu-ray Disc è comunque un DVD.

#### Italia
In Italia il film è stato pubblicato in DVD e Blu-ray Disc da Cecchi Gori, entrambi usciti il 7 novembre 2013, con le differenze di cui sopra rispetto alla versione televisiva. Esiste una sola versione sia del DVD che del Blu-ray Disc, a disco singolo e senza il Bonus File. Sia il DVD che il Blu-ray Disc hanno l'audio in italiano e quello in giapponese, e i sottotitoli in italiano. Nel DVD entrambe le tracce audio sono disponibili in Dolby Digital 5.1 o 2.0, nel Blu-ray Disc in DTS-HD High Res Audio.

## Accoglienza

### Incassi
Il film ha incassato 3 miliardi e 290 milioni di yen, classificandosi al nono posto dei film giapponesi con il maggior incasso in patria nel 2012.

## Versione a fumetti
Con i fotogrammi del film è stato prodotto un anime comic in due volumi dal titolo Gekijōban anime comic - Meitantei Conan - 11-ninme no striker (劇場版アニメコミック 名探偵コナン 11人目のストライカー?, Gekijōban anime komikku - Meitantei Konan - Jū-ichi ninme no sutoraikā, "Detective Conan - L'undicesimo attaccante - Anime comic del film"). La "prima parte" (上?, jō) è stata pubblicata da Shogakukan il 16 novembre 2012 (ISBN 978-4-09-124106-1), la "seconda parte" (下?, ge) il 18 dicembre dello stesso anno (ISBN 978-4-09-124107-8).